# Lumbricillus maximus
Lumbricillus maximus is een ringworm uit de familie van de Enchytraeidae. De wetenschappelijke naam van de soort is voor het eerst geldig gepubliceerd in 1888 door Michaelsen.